# Eurhynchium scariosum
Eurhynchium scariosum là một loài Rêu trong họ Brachytheciaceae. Loài này được (Taylor) E.B. Bartram mô tả khoa học đầu tiên năm 1946.